# レア (オフコースのアルバム)
『レア』（RARE）は、1989年1月25日に発売されたオフコース通算12作目の非監修ベスト・アルバム。

## 解説
オリジナル・アルバム未収録曲を集めたベスト・アルバム。テーマ別に編纂されたベスト・アルバム6タイトルの一枚として同時リリースされた。
「僕の贈りもの / めぐり逢う今」以前にリリースされた3枚のシングルと、「忘れ雪 / 水いらずの午後」「やさしさにさようなら / 通り過ぎた夜」の両面に加え、シングルのB面曲を収録。
本作の収録曲のうち、「やさしさにさようなら」と「忘れ雪」は同時発売のベストアルバム『スーパー・ベスト30 さよなら』にも収録されており、重複している。
ジャケットは他の6タイトルと共通のデザインで、歌詞カードはカセットと共通のものを封入。
本作は1995年リリースの『RARE TRACKS』とは収録曲が異なる。

## アートワーク、パッケージ
CDの帯には以下のキャッチコピーが記載されている。

## 収録曲
| #   | タイトル                 | 作詞               | 作曲               | 編曲       | 時間 |
| --- | ------------------------ | ------------------ | ------------------ | ---------- | ---- |
| 1.  | 「群衆の中で」           | 山上路夫           | ベティ・ディーン   | 馬飼野俊一 | 2:45 |
| 2.  | 「陽はまた昇る」         | 山上路夫           | 上条友章、村井邦彦 | 馬飼野俊一 | 3:19 |
| 3.  | 「夜明けを告げに」       | 山川啓介           | 加藤和彦           | 青木望     | 2:56 |
| 4.  | 「美しい世界」           | 小田和正           | 小田和正           | 青木望     | 3:49 |
| 5.  | 「おさらば」             | 東海林修           | 東海林修           | 東海林修   | 3:07 |
| 6.  | 「悲しきあこがれ」       | 山上路夫           | 東海林修           | 東海林修   | 2:55 |
| 7.  | 「忘れ雪」               | 松本隆             | 筒美京平           | 矢野誠     | 2:57 |
| 8.  | 「水いらずの午後」       | 松本隆             | 筒美京平           | 矢野誠     | 2:49 |
| 9.  | 「やさしさにさようなら」 | 小田和正           | 小田和正           | オフコース | 3:55 |
| 10. | 「ロンド」               | 鈴木康博           | 鈴木康博           | オフコース | 2:56 |
| 11. | 「Christmas Day」        | 小田和正、鈴木康博 | 小田和正、鈴木康博 | オフコース | 2:52 |
| 12. | 「夜はふたりで」         | 安部光俊           | 鈴木康博           | オフコース | 4:02 |
| 13. | 「愛の終わる時」         | 鈴木康博           | 鈴木康博           | オフコース | 5:18 |
| 14. | 「あいつの残したものは」 | 鈴木康博           | 鈴木康博           | オフコース | 3:19 |
| 15. | 「海を見つめて」         | 鈴木康博           | 鈴木康博           | オフコース | 4:07 |
| 16. | 「通りすぎた夜」         | 鈴木康博           | 鈴木康博           | オフコース | 4:07 |

## リリース履歴
| # | タイトル                    | 発売日        | 発売元                | 形態 | 品番        | 備考                                                                      |
| - | --------------------------- | ------------- | --------------------- | ---- | ----------- | ------------------------------------------------------------------------- |
| 1 | スーパー・ベスト30 さよなら | 1989年1月25日 | EXPRESS / TOSHIBA EMI | 2CD  | CT20-5401~2 | レーベルはレコード会社共通のデザイン。歌詞カードはカセットと共通。2枚組。 |
| 1 | スーパー・ベスト30 さよなら | 1989年1月25日 | EXPRESS / TOSHIBA EMI | 2CT  | ZT15-5401~2 | カセット同時発売。2本組。                                                 |
| 2 | バラード                    | 1989年1月25日 | EXPRESS / TOSHIBA EMI | CD   | CT23-5403   | レーベルはレコード会社共通のデザイン。歌詞カードはカセットと共通。        |
| 2 | バラード                    | 1989年1月25日 | EXPRESS / TOSHIBA EMI | CT   | ZT18-5403   | カセット同時発売。                                                        |
| 3 | SELECTION ODA               | 1989年1月25日 | EXPRESS / TOSHIBA EMI | CD   | CT23-5404   | レーベルはレコード会社共通のデザイン。歌詞カードはカセットと共通。        |
| 3 | SELECTION ODA               | 1989年1月25日 | EXPRESS / TOSHIBA EMI | CT   | ZT18-5404   | カセット同時発売。                                                        |
| 4 | SELECTION SUZUKI            | 1989年1月25日 | EXPRESS / TOSHIBA EMI | CD   | CT23-5405   | レーベルはレコード会社共通のデザイン。歌詞カードはカセットと共通。        |
| 4 | SELECTION SUZUKI            | 1989年1月25日 | EXPRESS / TOSHIBA EMI | CT   | ZT18-5405   | カセット同時発売。                                                        |
| 5 | アコースティック            | 1989年1月25日 | EXPRESS / TOSHIBA EMI | CD   | CT23-5406   | レーベルはレコード会社共通のデザイン。歌詞カードはカセットと共通。        |
| 5 | アコースティック            | 1989年1月25日 | EXPRESS / TOSHIBA EMI | CT   | ZT18-5406   | カセット同時発売。                                                        |
| 6 | レア                        | 1989年1月25日 | EXPRESS / TOSHIBA EMI | CD   | CT23-5407   | レーベルはレコード会社共通のデザイン。歌詞カードはカセットと共通。        |
| 6 | レア                        | 1989年1月25日 | EXPRESS / TOSHIBA EMI | CT   | ZT18-5407   | カセット同時発売。                                                        |